# Eleições europeias de 2019 em Loures

## Resultados Oficiais
| Partido                 | Partido                                         | Votos   | %               | +/-   |
| ----------------------- | ----------------------------------------------- | ------- | --------------- | ----- |
|                         | Partido Socialista                              | 25 207  | 36,99 / 100,00  | 5,09  |
|                         | Partido Social Democrata                        | 9 214   | 13,52 / 100,00  | -     |
|                         | Coligação Democrática Unitária                  | 8 665   | 12,72 / 100,00  | 10,82 |
|                         | Bloco de Esquerda                               | 6 378   | 9,36 / 100,00   | 4,84  |
|                         | Pessoas–Animais–Natureza                        | 4 154   | 6,10 / 100,00   | 4,05  |
|                         | CDS – Partido Popular                           | 2 779   | 4,08 / 100,00   | -     |
|                         | Basta!                                          | 1 993   | 2,92 / 100,00   | 2,12  |
|                         | Aliança                                         | 1 262   | 1,85 / 100,00   | Novo  |
|                         | LIVRE                                           | 1 199   | 1,76 / 100,00   | 0,55  |
|                         | Partido Comunista dos Trabalhadores Portugueses | 727     | 1,07 / 100,00   | 0,91  |
|                         | Outros (com menos de 1,00%)                     | 2 589   | 3,81 / 100,00   |       |
| Votos Inválidos         | Votos Inválidos                                 | 3 976   | 5,84 / 100,00   | 0,84  |
| Total                   | Total                                           | 68 143  | 100,00 / 100,00 |       |
| Eleitorado/Participação | Eleitorado/Participação                         | 168 206 | 40,51 / 100,00  | 0,11  |

## Resultados por Freguesia
Os resultados seguintes referem-se aos partidos que obtiveram mais de 1,00% dos votos:
| Freguesia                                         | %     | %     | %     | %     | %    | %    | %    | %    | %    | %    | Votantes |
| Freguesia                                         | PS    | PSD   | CDU   | BE    | PAN  | CDS  | B!   | A    | L    | PCTP | Votantes |
| ------------------------------------------------- | ----- | ----- | ----- | ----- | ---- | ---- | ---- | ---- | ---- | ---- | -------- |
| Bucelas                                           | 37,90 | 10,79 | 16,27 | 9,08  | 5,36 | 3,96 | 2,32 | 1,46 | 1,71 | 1,34 | 1 641    |
| Camarate, Unhos e Apelação                        | 43,83 | 10,35 | 14,41 | 7,13  | 4,66 | 3,40 | 3,48 | 1,21 | 1,25 | 1,46 | 9 256    |
| Fanhões                                           | 34,99 | 13,80 | 17,55 | 7,95  | 3,64 | 5,41 | 2,76 | 0,99 | 1,10 | 2,43 | 906      |
| Loures                                            | 32,56 | 15,37 | 11,02 | 10,27 | 6,72 | 4,77 | 3,61 | 2,24 | 2,18 | 0,95 | 9 874    |
| Lousa                                             | 33,02 | 21,98 | 10,84 | 8,88  | 5,37 | 4,13 | 2,68 | 0,93 | 1,75 | 1,24 | 969      |
| Moscavide e Portela                               | 33,91 | 20,30 | 7,30  | 8,92  | 5,65 | 6,38 | 2,11 | 3,38 | 2,43 | 0,55 | 8 972    |
| Sacavém e Prior Velho                             | 37,64 | 12,32 | 12,70 | 9,42  | 6,47 | 4,32 | 2,68 | 2,12 | 1,83 | 0,78 | 8 473    |
| Santa Iria de Azoia, São João da Talha e Bobadela | 37,57 | 11,64 | 15,77 | 9,44  | 6,51 | 2,80 | 2,66 | 1,30 | 1,30 | 1,19 | 16 402   |
| Santo Antão e São Julião do Tojal                 | 36,86 | 10,31 | 19,21 | 7,06  | 5,30 | 3,35 | 3,53 | 1,34 | 1,59 | 1,52 | 2 832    |
| Santo António dos Cavaleiros e Frielas            | 36,72 | 13,12 | 9,65  | 11,91 | 6,95 | 3,92 | 3,11 | 1,72 | 2,05 | 1,01 | 8 818    |
| Loures                                            | 36,99 | 13,52 | 12,72 | 9,36  | 6,10 | 4,08 | 2,92 | 1,85 | 1,76 | 1,07 | 68 143   |

#### Bucelas
| Partido                 | Partido                                         | Votos | %               | +/-   |
| ----------------------- | ----------------------------------------------- | ----- | --------------- | ----- |
|                         | Partido Socialista                              | 622   | 37,90 / 100,00  | 6,76  |
|                         | Coligação Democrática Unitária                  | 267   | 16,27 / 100,00  | 13,39 |
|                         | Partido Social Democrata                        | 177   | 10,79 / 100,00  | -     |
|                         | Bloco de Esquerda                               | 149   | 9,08 / 100,00   | 4,51  |
|                         | Pessoas–Animais–Natureza                        | 88    | 5,36 / 100,00   | 3,90  |
|                         | CDS – Partido Popular                           | 65    | 3,96 / 100,00   | -     |
|                         | Basta!                                          | 38    | 2,32 / 100,00   | 1,62  |
|                         | LIVRE                                           | 28    | 1,71 / 100,00   | 0,12  |
|                         | Aliança                                         | 24    | 1,46 / 100,00   | Novo  |
|                         | Partido Comunista dos Trabalhadores Portugueses | 22    | 1,34 / 100,00   | 1,83  |
|                         | Outros (com menos de 1,00%)                     | 61    | 3,72 / 100,00   |       |
| Votos Inválidos         | Votos Inválidos                                 | 100   | 6,10 / 100,00   | 0,11  |
| Total                   | Total                                           | 1 641 | 100,00 / 100,00 |       |
| Eleitorado/Participação | Eleitorado/Participação                         | 3 880 | 42,29 / 100,00  | 1,28  |

#### Camarate, Unhos e Apelação
| Partido                 | Partido                                         | Votos  | %               | +/-   |
| ----------------------- | ----------------------------------------------- | ------ | --------------- | ----- |
|                         | Partido Socialista                              | 4 057  | 43,83 / 100,00  | 8,21  |
|                         | Coligação Democrática Unitária                  | 1 334  | 14,41 / 100,00  | 10,19 |
|                         | Partido Social Democrata                        | 958    | 10,35 / 100,00  | -     |
|                         | Bloco de Esquerda                               | 660    | 7,13 / 100,00   | 3,31  |
|                         | Pessoas–Animais–Natureza                        | 431    | 4,66 / 100,00   | 2,66  |
|                         | Basta!                                          | 322    | 3,48 / 100,00   | 2,32  |
|                         | CDS – Partido Popular                           | 315    | 3,40 / 100,00   | -     |
|                         | Partido Comunista dos Trabalhadores Portugueses | 135    | 1,46 / 100,00   | 1,49  |
|                         | LIVRE                                           | 116    | 1,25 / 100,00   | 0,13  |
|                         | Aliança                                         | 112    | 1,21 / 100,00   | Novo  |
|                         | Outros (com menos de 1,00%)                     | 318    | 3,43 / 100,00   |       |
| Votos Inválidos         | Votos Inválidos                                 | 498    | 5,38 / 100,00   | 0,96  |
| Total                   | Total                                           | 9 256  | 100,00 / 100,00 |       |
| Eleitorado/Participação | Eleitorado/Participação                         | 27 216 | 34,01 / 100,00  | 2,58  |

#### Fanhões
| Partido                 | Partido                                         | Votos | %               | +/-  |
| ----------------------- | ----------------------------------------------- | ----- | --------------- | ---- |
|                         | Partido Socialista                              | 317   | 34,99 / 100,00  | 0,64 |
|                         | Coligação Democrática Unitária                  | 159   | 17,55 / 100,00  | 9,71 |
|                         | Partido Social Democrata                        | 125   | 13,80 / 100,00  | -    |
|                         | Bloco de Esquerda                               | 72    | 7,95 / 100,00   | 3,92 |
|                         | CDS – Partido Popular                           | 49    | 5,41 / 100,00   | -    |
|                         | Pessoas–Animais–Natureza                        | 33    | 3,64 / 100,00   | 2,44 |
|                         | Basta!                                          | 25    | 2,76 / 100,00   | 1,88 |
|                         | Partido Comunista dos Trabalhadores Portugueses | 22    | 2,43 / 100,00   | 1,01 |
|                         | LIVRE                                           | 10    | 1,10 / 100,00   | 0,23 |
|                         | Outros (com menos de 1,00%)                     | 30    | 3,32 / 100,00   |      |
| Votos Inválidos         | Votos Inválidos                                 | 64    | 7,07 / 100,00   | 0,35 |
| Total                   | Total                                           | 906   | 100,00 / 100,00 |      |
| Eleitorado/Participação | Eleitorado/Participação                         | 2 189 | 41,39 / 100,00  | 0,69 |

#### Loures
| Partido                 | Partido                        | Votos  | %               | +/-   |
| ----------------------- | ------------------------------ | ------ | --------------- | ----- |
|                         | Partido Socialista             | 3 215  | 32,56 / 100,00  | 5,37  |
|                         | Partido Social Democrata       | 1 518  | 15,37 / 100,00  | -     |
|                         | Coligação Democrática Unitária | 1 088  | 11,02 / 100,00  | 11,49 |
|                         | Bloco de Esquerda              | 1 014  | 10,27 / 100,00  | 5,23  |
|                         | Pessoas–Animais–Natureza       | 664    | 6,72 / 100,00   | 4,39  |
|                         | CDS – Partido Popular          | 471    | 4,77 / 100,00   | -     |
|                         | Basta!                         | 356    | 3,61 / 100,00   | 2,96  |
|                         | Aliança                        | 221    | 2,24 / 100,00   | Novo  |
|                         | LIVRE                          | 215    | 2,18 / 100,00   | 0,60  |
|                         | Iniciativa Liberal             | 102    | 1,03 / 100,00   | Novo  |
|                         | Nós, Cidadãos!                 | 101    | 1,02 / 100,00   | Novo  |
|                         | Outros (com menos de 1,00%)    | 311    | 3,15 / 100,00   |       |
| Votos Inválidos         | Votos Inválidos                | 598    | 6,06 / 100,00   | 2,00  |
| Total                   | Total                          | 9 874  | 100,00 / 100,00 |       |
| Eleitorado/Participação | Eleitorado/Participação        | 24 587 | 40,16 / 100,00  | 0,40  |

#### Lousa
| Partido                 | Partido                                         | Votos | %               | +/-  |
| ----------------------- | ----------------------------------------------- | ----- | --------------- | ---- |
|                         | Partido Socialista                              | 320   | 33,02 / 100,00  | 4,04 |
|                         | Partido Social Democrata                        | 213   | 21,98 / 100,00  | -    |
|                         | Coligação Democrática Unitária                  | 105   | 10,84 / 100,00  | 8,55 |
|                         | Bloco de Esquerda                               | 86    | 8,88 / 100,00   | 2,87 |
|                         | Pessoas–Animais–Natureza                        | 52    | 5,37 / 100,00   | 3,58 |
|                         | CDS – Partido Popular                           | 40    | 4,13 / 100,00   | -    |
|                         | Basta!                                          | 26    | 2,68 / 100,00   | 1,20 |
|                         | LIVRE                                           | 17    | 1,75 / 100,00   | 0,46 |
|                         | Partido Comunista dos Trabalhadores Portugueses | 12    | 1,24 / 100,00   | 0,97 |
|                         | Outros (com menos de 1,00%)                     | 40    | 4,13 / 100,00   |      |
| Votos Inválidos         | Votos Inválidos                                 | 58    | 5,99 / 100,00   | 0,64 |
| Total                   | Total                                           | 969   | 100,00 / 100,00 |      |
| Eleitorado/Participação | Eleitorado/Participação                         | 2 598 | 37,30 / 100,00  | 0,63 |

#### Moscavide e Portela
| Partido                 | Partido                        | Votos  | %               | +/-  |
| ----------------------- | ------------------------------ | ------ | --------------- | ---- |
|                         | Partido Socialista             | 3 042  | 33,91 / 100,00  | 2,41 |
|                         | Partido Social Democrata       | 1 821  | 20,30 / 100,00  | -    |
|                         | Bloco de Esquerda              | 800    | 8,92 / 100,00   | 4,75 |
|                         | Coligação Democrática Unitária | 655    | 7,30 / 100,00   | 6,84 |
|                         | CDS – Partido Popular          | 572    | 6,38 / 100,00   | -    |
|                         | Pessoas–Animais–Natureza       | 507    | 5,65 / 100,00   | 3,52 |
|                         | Aliança                        | 303    | 3,38 / 100,00   | Novo |
|                         | LIVRE                          | 218    | 2,43 / 100,00   | 0,85 |
|                         | Basta!                         | 189    | 2,11 / 100,00   | 1,33 |
|                         | Iniciativa Liberal             | 162    | 1,81 / 100,00   | Novo |
|                         | Nós, Cidadãos!                 | 99     | 1,10 / 100,00   | Novo |
|                         | Outros (com menos de 1,00%)    | 170    | 1,89 / 100,00   |      |
| Votos Inválidos         | Votos Inválidos                | 434    | 4,84 / 100,00   | 1,96 |
| Total                   | Total                          | 8 972  | 100,00 / 100,00 |      |
| Eleitorado/Participação | Eleitorado/Participação        | 18 618 | 48,19 / 100,00  | 2,79 |

#### Sacavém e Prior Velho
| Partido                 | Partido                        | Votos  | %               | +/-   |
| ----------------------- | ------------------------------ | ------ | --------------- | ----- |
|                         | Partido Socialista             | 3 189  | 37,64 / 100,00  | 4,09  |
|                         | Coligação Democrática Unitária | 1 076  | 12,70 / 100,00  | 11,09 |
|                         | Partido Social Democrata       | 1 044  | 12,32 / 100,00  | -     |
|                         | Bloco de Esquerda              | 798    | 9,42 / 100,00   | 4,94  |
|                         | Pessoas–Animais–Natureza       | 548    | 6,47 / 100,00   | 4,43  |
|                         | CDS – Partido Popular          | 366    | 4,32 / 100,00   | -     |
|                         | Basta!                         | 227    | 2,68 / 100,00   | 1,94  |
|                         | Aliança                        | 180    | 2,12 / 100,00   | Novo  |
|                         | LIVRE                          | 155    | 1,83 / 100,00   | 0,51  |
|                         | Nós, Cidadãos!                 | 114    | 1,35 / 100,00   | Novo  |
|                         | Iniciativa Liberal             | 101    | 1,19 / 100,00   | Novo  |
|                         | Outros (com menos de 1,00%)    | 208    | 2,46 / 100,00   |       |
| Votos Inválidos         | Votos Inválidos                | 467    | 5,51 / 100,00   | 1,54  |
| Total                   | Total                          | 8 473  | 100,00 / 100,00 |       |
| Eleitorado/Participação | Eleitorado/Participação        | 19 991 | 42,38 / 100,00  | 0,87  |

#### Santa Iria de Azoia, São João da Talha e Bobadela
| Partido                 | Partido                                         | Votos  | %               | +/-   |
| ----------------------- | ----------------------------------------------- | ------ | --------------- | ----- |
|                         | Partido Socialista                              | 6 163  | 37,57 / 100,00  | 5,12  |
|                         | Coligação Democrática Unitária                  | 2 586  | 15,77 / 100,00  | 12,35 |
|                         | Partido Social Democrata                        | 1 909  | 11,64 / 100,00  | -     |
|                         | Bloco de Esquerda                               | 1 549  | 9,44 / 100,00   | 5,38  |
|                         | Pessoas–Animais–Natureza                        | 1 068  | 6,51 / 100,00   | 4,70  |
|                         | CDS – Partido Popular                           | 460    | 2,80 / 100,00   | -     |
|                         | Basta!                                          | 436    | 2,66 / 100,00   | 2,02  |
|                         | Aliança                                         | 214    | 1,30 / 100,00   | Novo  |
|                         | LIVRE                                           | 214    | 1,30 / 100,00   | 0,56  |
|                         | Partido Comunista dos Trabalhadores Portugueses | 195    | 1,19 / 100,00   | 0,73  |
|                         | Outros (com menos de 1,00%)                     | 539    | 3,28 / 100,00   |       |
| Votos Inválidos         | Votos Inválidos                                 | 1 069  | 6,52 / 100,00   | 0,40  |
| Total                   | Total                                           | 16 402 | 100,00 / 100,00 |       |
| Eleitorado/Participação | Eleitorado/Participação                         | 37 526 | 43,71 / 100,00  | 0,68  |

#### Santo Antão e São Julião do Tojal
| Partido                 | Partido                                         | Votos | %               | +/-   |
| ----------------------- | ----------------------------------------------- | ----- | --------------- | ----- |
|                         | Partido Socialista                              | 1 044 | 36,86 / 100,00  | 4,37  |
|                         | Coligação Democrática Unitária                  | 544   | 19,21 / 100,00  | 12,74 |
|                         | Partido Social Democrata                        | 292   | 10,31 / 100,00  | -     |
|                         | Bloco de Esquerda                               | 200   | 7,06 / 100,00   | 3,35  |
|                         | Pessoas–Animais–Natureza                        | 150   | 5,30 / 100,00   | 3,64  |
|                         | Basta!                                          | 100   | 3,53 / 100,00   | 3,21  |
|                         | CDS – Partido Popular                           | 95    | 3,35 / 100,00   | -     |
|                         | LIVRE                                           | 45    | 1,59 / 100,00   | 0,32  |
|                         | Partido Comunista dos Trabalhadores Portugueses | 43    | 1,52 / 100,00   | 0,90  |
|                         | Aliança                                         | 38    | 1,34 / 100,00   | Novo  |
|                         | Outros (com menos de 1,00%)                     | 104   | 3,69 / 100,00   |       |
| Votos Inválidos         | Votos Inválidos                                 | 177   | 6,25 / 100,00   | 0,56  |
| Total                   | Total                                           | 2 832 | 100,00 / 100,00 |       |
| Eleitorado/Participação | Eleitorado/Participação                         | 6 754 | 41,93 / 100,00  | 1,18  |

#### Santo António dos Cavaleiros e Frielas
| Partido                 | Partido                                         | Votos  | %               | +/-   |
| ----------------------- | ----------------------------------------------- | ------ | --------------- | ----- |
|                         | Partido Socialista                              | 3 238  | 36,72 / 100,00  | 6,41  |
|                         | Partido Social Democrata                        | 1 157  | 13,12 / 100,00  | -     |
|                         | Bloco de Esquerda                               | 1 050  | 11,91 / 100,00  | 4,64  |
|                         | Coligação Democrática Unitária                  | 851    | 9,65 / 100,00   | 10,48 |
|                         | Pessoas–Animais–Natureza                        | 613    | 6,95 / 100,00   | 4,34  |
|                         | CDS – Partido Popular                           | 346    | 3,92 / 100,00   | -     |
|                         | Basta!                                          | 274    | 3,11 / 100,00   | 2,07  |
|                         | LIVRE                                           | 181    | 2,05 / 100,00   | 1,13  |
|                         | Aliança                                         | 152    | 1,72 / 100,00   | Novo  |
|                         | Partido Comunista dos Trabalhadores Portugueses | 89     | 1,01 / 100,00   | 0,65  |
|                         | Outros (com menos de 1,00%)                     | 356    | 4,03 / 100,00   |       |
| Votos Inválidos         | Votos Inválidos                                 | 511    | 5,79 / 100,00   | 1,53  |
| Total                   | Total                                           | 8 818  | 100,00 / 100,00 |       |
| Eleitorado/Participação | Eleitorado/Participação                         | 24 847 | 35,49 / 100,00  | 1,74  |